# Abigaïl (Bijbel)

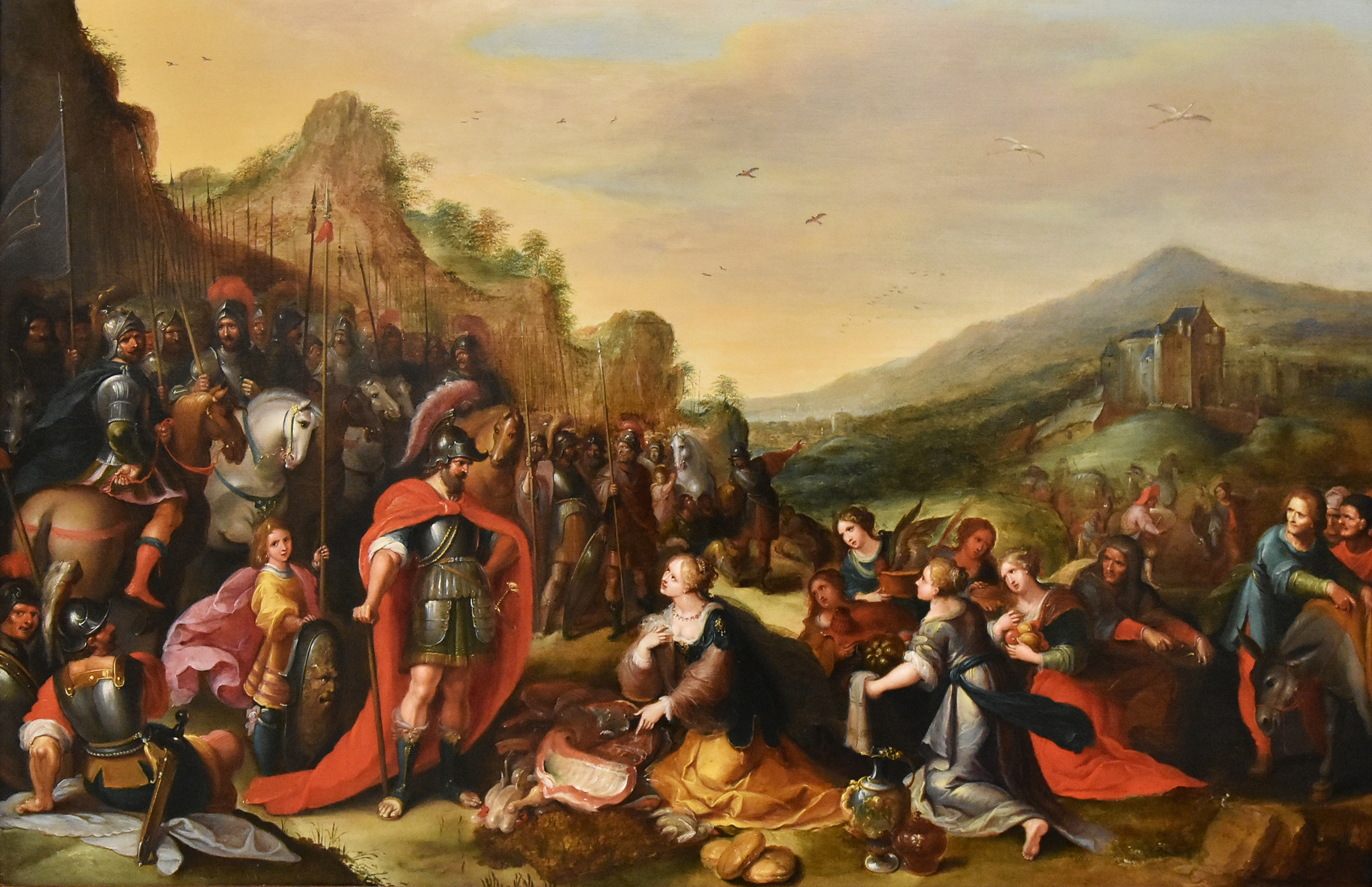
David ontmoet Abigaïl door Frans Francken (II)

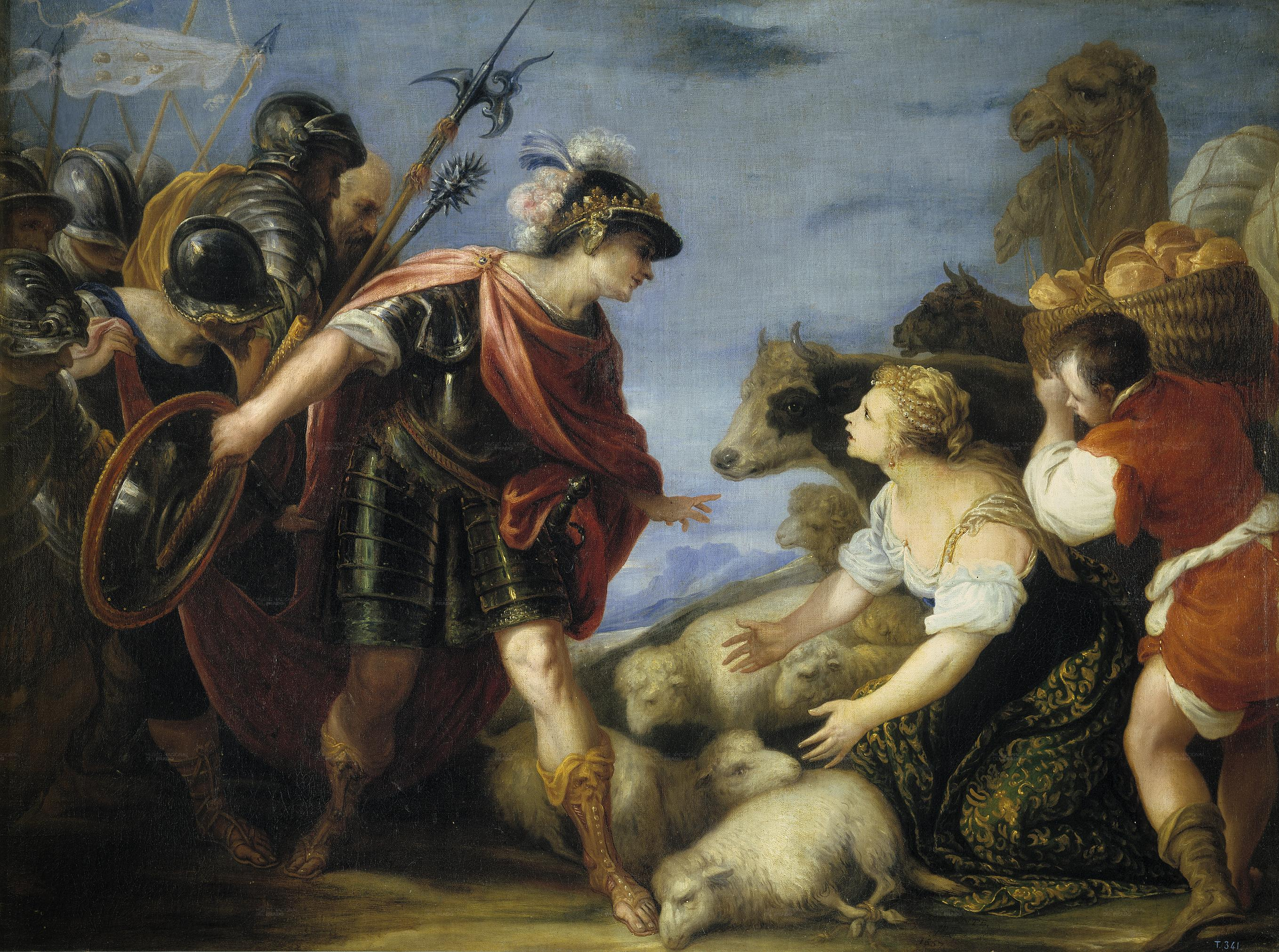
De verstandige Abigail door Juan Antonio Escalante

Abigaïl (Hebreeuws: אֲבִיגָיִל; "De vader verheugt zich" of "vreugde van de vader") is in de Hebreeuwse Bijbel de naam van twee verschillende personen.

## Vrouw van David
Abigaïl is de naam van de tweede vrouw van koning David.

### Echtgenote van Nabal
Het verhaal hoe Abigaïl vrouw werd van David, staat in 1 Samuel 25: Abigaïl was eerst getrouwd met Nabal, een rijke grootgrondeigenaar. Toen David vluchtte voor koning Saul, trok hij met zijn mannen naar de omgeving van Maon, een stad vlak bij de Wildernis van Juda. In deze omgeving werden de kudden van Nabal geweid. David en zijn mannen beschermden Nabals kudde tegen vijanden. Toen David mannen naar Nabal stuurde om voedsel te vragen, beledigde Nabal David en weigerde hem voedsel. David reageerde door met 400 man op te trekken om Nabal en zijn knechten te doden.
Onmiddellijk nadat Abigaïl hiervan hoorde, verzamelde zij een grote hoeveelheid voedsel voor David en zijn mannen en kwam hen tegemoet. Zij wist David te overtuigen om geen wraak te nemen. David zag af van zijn wraakactie, maar toen Abigaïl de volgende dag verslag bracht aan Nabal verstijfde hij, om na tien dagen te overlijden. Toen David dit later te horen kreeg, kwam hij terug naar Maon om haar te huwen. Abigaïl trok in bij David in de Filistijnse stad Gath.

### Ontvoerd en geboorte van zoon van David
Later verhuisden David en Abigaïl naar Ziklag, maar toen David en zijn mannen op pad waren, kwamen er Amalekieten die de stad in brand staken en alle vrouwen en kinderen ontvoerden, waaronder Abigaïl en Davids andere vrouw Ahinoam. David trok er met zijn mannen op uit en versloeg de Amalekieten door een verrassingsaanval. Zo wist hij de vrouwen en kinderen te bevrijden en terug te brengen naar Ziklag (1 Samuel 30:1-19).
Drie dagen na deze gebeurtenis kreeg David van een soldaat van Saul te horen dat Saul en zijn zoon Jonatan in de strijd tegen de Filistijnen waren gestorven (2 Samuël 1:1-2). David trok hierop Hebron in en werd koning van het Koninkrijk Juda. In Hebron kreeg hij een zoon bij Abigaïl. Het verhaal in 2 Samuel 3:3 noemt hem Kileab en het geslachtsregister in 1 Kronieken 3:1 Daniël.

## Halfzus van David
Abigaïl is ook de naam van een halfzus van David. Abigaïl en Zeruja worden in 1 Kronieken 2:16 als zusters van de zonen van Isaï aangeduid, maar van Abigaïl wordt in 2 Samuel 17:25 gezegd dat ze de dochter van Nachas was. Dit kan een (over)schrijffout zijn of Abigaïl was misschien een aangenomen dochter.
Zij kreeg slechts één zoon, Amasa (1 Kronieken 2:13-17), die later legeroverste werd in Davids leger (2 Samuel 17:25). Amasa was de zoon van Jetra of Jeter, een Ismaëliet (1 Koningen 2:5, 32; 1 Kronieken 2:17).